# Caution mutuelle fonctionnaire
 (janvier 2024).
Créée en France [Quand ?], la caution mutuelle fonctionnaire est une garantie pour les fonctionnaires français et pour certaines activités particulières (recherche…) dans le cas d'un prêt immobilier.
Dans le cas des salariés de l'Éducation nationale, la CASDEN-Banque Populaire permet de bénéficier d'une garantie sans frais.